# (37368) 2001 VR
2001 VR (asteroide 37368) é um asteroide da cintura principal. Possui uma excentricidade de 0.31344450 e uma inclinação de 28.64869º.
Este asteroide foi descoberto no dia 7 de novembro de 2001 por LINEAR em Socorro.